# Lannea acida
Espèce
Classification APG III (2009)
Lannea acida, dont le nom commun français est le lannéa acide ou raisinier (comme Lannea microcarpa), est une plante à fleurs de la famille des Anacardiacées. Il s'agit d'un petit arbre, que l’on retrouve en zone soudanienne - au sud du Sahel, du Sénégal au Cameroun.

## Description
StatureLannea acida est un arbre de petite stature, dont la taille atteint 4-6 mètres.
Bois et écorcel’écorce est noirâtre et fissurée, les rameaux poilus, parfois collants.
Feuillesles feuilles, de couleur plus foncée que celles de l’espèce Lannea microcarpa, sont caduques et présentent un bord rouge.
Fleurs et fruitsles fleurs sont de couleur vert-jaune, disposées en épis. Les baies sont de couleur rouge et se présentent sous forme de grappes pendantes.

## Utilisations
Usages avérés en pharmacopéeLannea acida sert au traitement de la dysenterie.
Usages alimentaires et culinairesles fruits, au goût acide à résineux, sont comestibles, et servent notamment à la fabrication de boissons alcoolisées.
Usages agricoles, pastoraux et vétérinairesles feuilles servent au fourrage pour les chèvres.
Usages domestiques, artisanaux et industrielsle macéré de l’écorce produit une teinture rouge. Le bois, dur et à grain très fin, sert de combustible, ainsi qu'à la fabrication de divers ustensiles.